# ハネリュ・コミシオン
ハネリュ・コミシオン（Janelle 'Penny' Commissiong、1953年6月15日 - ）は、トリニダード・トバゴのモデル。1977年7月16日、ミス・ユニバース1977で優勝したことにより、「黒人初のミス・ユニバース」としてよく知られる。

## 経歴
1953年6月15日、トリニダード・トバゴの父とベネズエラの母のもと生まれる。ポートオブスペインの女子校に学ぶ。13歳のとき家族とともにアメリカ合衆国に移る。ニューヨーク州のハイスクールを経てニューヨーク州立ファッション工科大学でファッションを学ぶ。準学士。
1976年、トリニダード・トバゴに戻る。
1977年、Miss Trinidad and Tobago Universeのタイトルを獲得、国を代表してミス・ユニバース1977に出場。優勝し、黒人として初のミス・ユニバースとなった。当時の身長165センチは歴代ミス・ユニバースの中でも小柄で、ペニー銅貨になぞらえてPennyと呼ばれた。記者たちの取材に対し「極東をよく見たい。あそこは工業化の途上にあり、その変化に惹かれている」「チャームポイントは右頬のえくぼ。魅力がないのは濃い眉毛」などとコメントした。
ミスとしての任期の間、彼女は黒人の権利と世界平和の擁護者だった。1977年、トリニダード・トバゴ最高の栄誉であるTrinity Crossを授与される。また、彼女の記念切手も発行された。
2017年、ポートオブスペインのQueen StreetがQueen Janelle Commissiong Streetと改称される。同年10月、トリニダード・トバゴ観光省よりTourism Trinidad Destination Management Company社長に選任される（2012年から2015年まで同社の前身であるTourism Development Company副社長）。

## 私生活
ミスとしての任期を終えた1978年、最初の夫Brian Bowenと結婚。ブライアンは1989年事故死。その後Alwin Chowと再婚。